# Gángsters contra charros
Gángsters contra charros es una película de drama, acción y suspenso mexicana de 1948, producida, escrita y dirigida por Juan Orol y protagonizada por el mismo Juan Orol y Rosa Carmina. Es considerada una película de culto dentro del cine mexicano. Es la escuela de la película del mismo año, El reino de los gángsters.

## Argumento
Johnny Carmenta (Juan Orol) es un pistolero, de procedencia gansteril, que llega a una población donde Pancho Domínguez, apodado El Charro del arrabal (José Pulido), ha impuesto su ley en la ciudad. Domínguez tiene como pareja a la rumbera Rosa (Rosa Carmina), a quien Carmenta reconoce de su pasado y que fue rechazado por la rumbera. De esta forma el gánster pretende a Rosa, lo que genera un enfrentamiento entre ambos personajes que se convierte en el conflicto constante entre ambos bandos.

## Reparto
- Rosa Carmina - Rosa
- Juan Orol - Johnny Carmenta
- José Pulido - Pancho Domínguez
- Roberto Cañedo - Julio
- Raúl Guerrero - Murciélago o Pepe el templao
- Manuel Arvide - Felipe
- Florencio Castelló - Paquiro
- Chel López - Mecánico
- José Negrete
- José Slim
- Jorge Camacho
- Ramón Randall
- Ricardo Avendaño

## Producción
La película fue producida por Juan Orol y por España Sono Films.

## Comentarios
Se ha comparado a Juan Orol con el realizador norteamericano Ed Wood, canonizado como “el peor director de todos los tiempos”, que saltó a la fama gracias a la obra de Tim Burton (Ed Wood, 1994). Orol no necesitó de un homenaje póstumo para ser reconocido, obtuvo éxito en la taquilla de su tiempo, el público admiraba a sus musas y a sus malvados gánsteres, sin importarle la pobreza argumental y técnica de sus producciones, haciendo caso omiso a la crítica que vilipendiaba su obra.
La cinta, es la segunda parte de una saga cinematográfica comenzada en El reino de los gángsters (1948), y sucedida por El charro del arrabal (1948), Sandra, la mujer de fuego (1954), El sindicato del crimen (La antesala de la muerte) (1954) y México de noche (1974).
Según la opinión de críticos especializados del cine mexicano, la cinta ocupa el puesto número 68 entre las Cien mejores películas del Cine Mexicano.